# Thyrgis ruscia
Thyrgis ruscia là một loài bướm đêm thuộc phân họ Arctiinae, họ Erebidae.